# Muajjid ad-Daula
Muajjid ad-Daula (tudományos átiratban Muʾayyid ad-Dawla, arab betűkkel مؤيد الدولة), eredeti nevén Abu Manszúr Búja (tudományos átiratban Abū Manṣūr Būya, arab betűkkel أبو منصور بوية; ? – Gorgán, 984 januárja) dzsibáli fejedelem, a dajlami származású Buvajhidák dinasztiájának tagja, Rukn ad-Daula fia volt. Eredetileg csak a tartomány északi és keleti, Rajj és Iszfahán központú részét örökölte apjától 976-ban, de bátyja, Adud ad-Daula segítségével öccse, Fahr ad-Daula tartományait is megszerezte és egyesítette az apai örökséget.

## Uralkodása
Rukn ad-Daula al-Haszan ibn Búja második fia, Abu Manszúr valamikor 939 és 952 között született. 975-ben at-Tái kalifa ruházta fel a Muajjid ad-Daula („a dinasztia támogatója”) tiszteleti névvel. 976-ban, apja halála előtt öccsével, Fahr ad-Daulával együtt elismerte legidősebb bátyjuk, a Fárszban uralkodó Adud ad-Daula családfőségét. Rukn ad-Daula úgy rendelkezett, hogy halála után a két kisebb fiú ossza fel egymás között a dzsibáli fejedelemséget, így Muajjid ad-Daula a terület északi és keleti részét, Rajj és Iszfahán környékét örökölte meg apja 976 szeptemberében bekövetkezett halálakor. 
Muajjid ad-Daula mindvégig kitartott bátyjának tett esküje mellett, így hamarosan harcba kellett bocsátkoznia az elégedetlen öccsével, aki szövetkezett a Kermánsáh vidékét irányító kurd Haszanavajhhal, a Mezopotámiát uraló unokatestvérükkel, Izz ad-Daulával, valamint a Gorgánt és Tabarisztánt birtokló zijárida Kábúsz ibn Vusmgírral. A szövetség, amibe még Uddat ad-Daula moszuli fejedelem is belépett, azonban rövidesen összeomlott: Haszanavajh meghalt, Adud ad-Daula pedig meghódította teljes Mezopotámiát, majd 979-ben Muajjid ad-Daula megsegítésére vonult, és a következő évben Fahr ad-Daulát elűzve a teljes dzsibáli fejedelemséget másik testvérére bízta. Fahr ad-Daula és területeit szintén elvesztő szövetségese, Kábúsz keletre menekült, a transzoxániai Számánidák horászáni területeire. Ezután 981-től kezdve több alkalommal megkísérelt visszatérni, de Muajjid ad-Daula mindig győzelmet aratott a támadók felett. 983 márciusában elhunyt Adud ad-Daula, Muajjid ad-Daula legfőbb támogatója. Ekkor tárgyalni kezdett fivérével, ám megbékélésre nem kerülhetett sor, mert idő előtt ő is elhunyt: 984 januárjában egy gorgáni hadjáraton érte a halál. Fahr ad-Daula ellenállás nélkül bevonulhatott Rajjba. Muajjid ad-Daula Iszfahán élére kinevezett fia és vezírje, a műveltségéről és kultúrapártolásáról, valamint mérhetetlen züllöttségéről híres Iszmáíl ibn Abbád egyaránt elismerte Fahr ad-Daula fejedelemségét.